# Stormfront
Stormfront ist eine englischsprachige Website, die vorzugsweise rassistischen und neonazistischen Ideologien eine Öffentlichkeit verschafft. Sie wurde 1995 von dem ehemaligen Ku-Klux-Klan-Mitglied Don Black gegründet und war damit eine der ersten rechtsextremen Seiten im Internet.
Seit 2002 befindet sich Stormfront nicht mehr im deutschen sowie französischen Google-Index, da Stormfront Holocaustleugnung (§ 130 StGB) enthält und dies mit deutschem und französischem Recht nicht vereinbar ist.

## Inhalt
Die Seite besteht aus einem gängigen Forensystem und ist in diverse Unterbereiche wie „Ideologie und Philosophie“, „Selbstverteidigung“ und „Rechtliche Probleme“ eingeteilt.
Stromfront ist mit über 160.000 registrierten Nutzern (Stand: Mai 2009) und über sechs Millionen Beiträgen eines der größten Foren im Internet. Innerhalb des Forums ist das Wiki StormWiki sowie ein Blog integriert.

### Ideologie
Stormfront enthält rassistische Beiträge. So wird häufig eine Überlegenheit einer weißen gegenüber einer schwarzen Rasse propagiert. Ebenfalls wird der Holocaust bestritten und es wird offen der Nationalsozialismus verehrt. Deutsche Behörden werten die Seite als rechtsextremistisch und jugendgefährdend.

### Legalität
Die Seite verstößt mehrfach gegen deutsches und österreichisches Recht. So wird häufig der Holocaust geleugnet und es befinden sich auf der Site Symbole wie die Swastika oder das stilisierte Keltenkreuz. In Deutschland verstößt dies gegen §86 (a) des StGB und in Österreich gegen das Verbotsgesetz. Stormfront ist in den USA gehostet und wird damit durch den 1. Zusatzartikel zur Verfassung der Vereinigten Staaten geschützt. In den Vereinigten Staaten sind die genannten Taten nicht strafbar.